# Tarryn Fisher
Tarryn Fisher (1983) é uma romancista sul-africana que vive em Seattle, Washington, Estados Unidos. Ela escreve principalmente nos gêneros romântico e thriller, e é mais conhecida por seus romances mais vendidos do New York Times, The Wives e The Wrong Family.

## Biografia
Tarryn Fisher nasceu em Joanesburgo, África do Sul, em uma família sul-africana branca. O pai dela, Dennis Fisher, era treinador de cavalos e a esposa dele, Cynthia Fisher, era professora. A família deixou a África do Sul e mudou-se para Broward County, Flórida, em 1985, quando Fisher tinha 3 anos. Ela atualmente reside em Seattle, Washington, com o marido e os filhos.
Seus livros The Wives e The Wrong Family entraram na lista dos mais vendidos do New York Times. Em uma crítica de 2019 de The Wives, Kirkus Reviews descreveu o romance como "um pouco exagerado, mas Fisher é uma escritora habilidosa que mantém um controle rígido de seu enredo extremamente rápido".

## Livros

### SérieLove Me With Lies
- The Opportunist (2011) A Oportunista (Faro Editorial, 2016)
- Dirty Red (2012) A Perversa (Faro Editorial, 2016)
- Thief (2013) O Impostor (Faro Editorial, 2016)

### SérieEnd of Men
(com Willow Aster)
- Folsom (2018)
- Jackal (2018)

### Livros isolados
- Mud Vein (2014) O Lado Obscuro (Faro Editorial, 2019)
- Never Never (2015) (com Colleen Hoover) série de novelas em três partes. Nunca Jamais (Galera Record, 2019)
- Marrow (2015) Invisível (Faro Editorial, 2020)
- F*ck Love (2016) Fuck Love: Louco Amor (Faro Editorial, 2017)
- Bad Mommy (2017) Stalker (Faro Editorial, 2018)
- Atheists Who Kneel and Pray (2017)
- F*ck Marriage (2019)
- The Wives (2020)
- The Wrong Family (2021)
- An Honest Lie (2022)